# Liste des longs métrages canadiens proposés à l'Oscar du meilleur film international
Cet article présente la liste des longs métrages canadiens proposés à l'Oscar du meilleur film international depuis 1972, lors de la 44e cérémonie des Oscars. Le Canada a ainsi proposé 40 films pour concourir dans cette catégorie ; parmi eux, 7 ont obtenu des nominations aux Oscars dont 1 seul, Les Invasions barbares (2004), a remporté le prix.
L'Academy of Motion Picture Arts and Sciences (AMPAS) qui remet les Oscars du cinéma invite depuis 1957 les industries cinématographiques de tous les pays du monde à proposer le meilleur film de l'année pour concourir à l'Oscar du meilleur film en langue étrangère (autre que l'anglais). Le comité du prix supervise le processus et valide les films soumis. Par la suite, un vote à bulletin secret détermine les cinq nommés dans la catégorie, avant que le film lauréat ne soit élu par l'ensemble des membres de l'AMPAS, et que l'Oscar ne soit décerné lors de la cérémonie annuelle.

## Films proposés
À l'exception d’Atanarjuat (en inuktitut) et de Water (en hindi), tous les films proposés par le Canada ont été tournés en français québécois, bien que Une balle dans la tête ne contienne aucun dialogue. Les films canadiens anglophones concourent dans les catégories principales des Oscars.
| Année (Cérémonie) | Titre français                      | Titre original                  | Langue                                    | Réalisateur(s)                                                                                                 | Résultat         |
| ----------------- | ----------------------------------- | ------------------------------- | ----------------------------------------- | --- | ---------------- |
| 1972 (44e)        | Mon oncle Antoine                   | Mon oncle Antoine               | Français                                  | Claude Jutra                                                                                                   | Non nommé        |
| 1973 (45e)        | La Vraie Nature de Bernadette       | La Vraie Nature de Bernadette   | Français                                  | Gilles Carle                                                                                                   | Non nommé        |
| 1976 (48e)        | Les Ordres                          | Les Ordres                      | Français                                  | Michel Brault                                                                                                  | Non nommé        |
| 1978 (50e)        | J.A. Martin photographe             | J.A. Martin photographe         | Français                                  | Jean Baudin | Non nommé        |
| 1980 (52e)        | Mourir à tue-tête                   | Mourir à tue-tête               | Français                                  | Anne Claire Poirier                                                                                            | Non nommé        |
| 1981 (53e)        | Les Bons Débarras                   | Les Bons Débarras               | Français                                  | Francis Mankiewicz                                                                                             | Non nommé        |
| 1982 (54e)        | Les Plouffe                         | Les Plouffe                     | Français                                  | Gilles Carle                                                                                                   | Non nommé        |
| 1983 (55e)        | Les Fleurs sauvages                 | Les Fleurs sauvages             | Français                                  | Jean Pierre Lefebvre                                                                                           | Non nommé        |
| 1984 (56e)        | Bonheur d'occasion                  | Bonheur d'occasion              | Français                                  | Claude Fournier                                                                                                | Non nommé        |
| 1985 (57e)        | Sonatine                            | Sonatine                        | Français                                  | Micheline Lanctôt                                                                                              | Non nommé        |
| 1986 (58e)        | Jacques et novembre                 | Jacques et novembre             | Français                                  | François Bouvier                                                                                               | Non nommé        |
| 1987 (59e)        | Le Déclin de l'empire américain     | Le Déclin de l'empire américain | Français                                  | Denys Arcand                                                                                                   | Nommé            |
| 1988 (60e)        | Un zoo la nuit                      | Un zoo la nuit                  | Français                                  | Jean-Claude Lauzon                                                                                             | Non nommé        |
| 1989 (61e)        | Les Portes tournantes               | Les Portes tournantes           | Français                                  | Francis Mankiewicz                                                                                             | Non nommé        |
| 1990 (62e)        | Jésus de Montréal                   | Jésus de Montréal               | Français                                  | Denys Arcand                                                                                                   | Nommé            |
| 1991 (63e)        | Une histoire inventée               | Une histoire inventée           | Français                                  | André Forcier                                                                                                  | Non nommé        |
| 1992 (64e)        | Une balle dans la tête              | Une balle dans la tête          | Pas de dialogue                           | Attila Bertalan (en)                                                                                           | Non nommé        |
| 1993 (65e)        | Léolo                               | Léolo                           | Français                                  | Jean-Claude Lauzon                                                                                             | Non nommé        |
| 1994 (66e)        | Le Sexe des étoiles                 | Le Sexe des étoiles             | Français                                  | Paule Baillargeon                                                                                              | Non nommé        |
| 1995 (67e)        | Mon amie Max                        | Mon amie Max                    | Français                                  | Michel Brault                                                                                                  | Non nommé        |
| 1996 (68e)        | Le Confessionnal                    | Le Confessionnal                | Français                                  | Robert Lepage                                                                                                  | Non nommé        |
| 1997 (69e)        | Sous-sol                            | Sous-sol                        | Français                                  | Pierre Gang | Non nommé        |
| 1998 (70e)        | Cosmos                              | Cosmos                          | Français                                  | Jennifer Alleyn, Marion Briand (en), Marie-Julie Dallaire (en) Arto Paragamian, André Turpin, Denis Villeneuve | Non nommé        |
| 1999 (71e)        | Un 32 août sur terre                | Un 32 août sur terre            | Français                                  | Denis Villeneuve                                                                                               | Non nommé        |
| 2000 (72e)        | Emporte-moi                         | Emporte-moi                     | Français                                  | Léa Pool | Non nommé        |
| 2001 (73e)        | Maelström                           | Maelström                       | Français                                  | Denis Villeneuve                                                                                               | Non nommé        |
| 2002 (74e)        | Atanarjuat                          | ᐊᑕᓈᕐᔪᐊᑦ                         | Inuktitut                                 | Zacharias Kunuk                                                                                                | Non nommé        |
| 2003 (75e)        | Un crabe dans la tête               | Un crabe dans la tête           | Français                                  | André Turpin                                                                                                   | Non nommé        |
| 2004 (76e)        | Les Invasions barbares              | Les Invasions barbares          | Français                                  | Denys Arcand                                                                                                   | Remporte l'Oscar |
| 2005 (77e)        | La Face cachée de la Lune           | La Face cachée de la Lune       | Français                                  | Robert Lepage                                                                                                  | Non nommé        |
| 2006 (78e)        | C.R.A.Z.Y.                          | C.R.A.Z.Y.                      | Français                                  | Jean-Marc Vallée                                                                                               | Non nommé        |
| 2007 (79e)        | Water                               | वाटर                             | Hindi, anglais                            | Deepa Mehta | Nommé            |
| 2008 (80e)        | L'Âge des ténèbres                  | L'Âge des ténèbres              | Français                                  | Denys Arcand                                                                                                   | Présélectionné   |
| 2009 (81e)        | Ce qu'il faut pour vivre            | Ce qu'il faut pour vivre        | Français                                  | Benoît Pilon                                                                                                   | Présélectionné   |
| 2010 (82e)        | J'ai tué ma mère                    | J'ai tué ma mère                | Français                                  | Xavier Dolan                                                                                                   | Non nommé        |
| 2011 (83e)        | Incendies                           | Incendies                       | Français                                  | Denis Villeneuve                                                                                               | Nommé            |
| 2012 (84e)        | Monsieur Lazhar                     | Monsieur Lazhar                 | Français                                  | Philippe Falardeau                                                                                             | Nommé            |
| 2013 (85e)        | Rebelle                             | Rebelle                         | Français                                  | Kim Nguyen | Nommé            |
| 2014 (86e)        | Gabrielle                           | Gabrielle                       | Français                                  | Louise Archambault                                                                                             | Non nommé        |
| 2015 (87e)        | Mommy                               | Mommy                           | Français                                  | Xavier Dolan                                                                                                   | Non nommé        |
| 2016 (88e)        | Félix et Meira                      | Félix et Meira                  | Français                                  | Maxime Giroux                                                                                                  | Non nommé        |
| 2017 (89e)        | Juste la fin du monde               | Juste la fin du monde           | Français                                  | Xavier Dolan                                                                                                   | Présélectionné   |
| 2018 (90e)        | Hochelaga, terre des âmes           | Hochelaga, terre des âmes       | Français                                  | François Girard                                                                                                | Non nommé        |
| 2019 (91e)        | Chien de garde                      | Chien de garde                  | Français                                  | Sophie Dupuis                                                                                                  | Non nommé        |
| 2020 (92e)        | Antigone                            | Antigone                        | Français                                  | Sophie Deraspe                                                                                                 | Non nommé        |
| 2021 (93e)        | 14 jours, 12 nuits                  | 14 jours, 12 nuits              | Français                                  | Jean-Philippe Duval                                                                                            | Non nommé        |
| 2022 (94e)        | Les Oiseaux ivres                   | Les Oiseaux ivres               | Français                                  | Ivan Grbovic (en)                                                                                              | Non nommé        |
| 2023 (95e)        | Chine, le piratage d'une télévision | 長春                            | Mandarin, anglais                         | Jason Loftus (en)                                                                                              | Non nommé        |
| 2024 (96e)        | Rojek                               | Rojek                           | kurde, anglais, arabe, français, allemand | Zaynê Akyol | Non nommé        |
| 2025 (97e)        | Une langue universelle              | Une langue universelle          | français, persan                          | Matthew Rankin                                                                                                 | En attente       |